# Žiarske pleso u Žiarske chaty
Žiarske pleso u Žiarske chaty (polsky Stawek w Dolinie Żarskiej) je uměle vzniklé jezírko v Žiarske dolině v Západních Tatrách na Slovensku. Má rozlohu 59 m² a je 8 m dlouhé a 7 m široké. Leží v nadmořské výšce 1285 m.

## Poloha
Podle a nachází v rozvětvení Smrečianky a Šarafiového potoka v nadmořské výšce 1240 m ve vzdálenosti 300 m jižně od Žiarske chaty pod asfaltovou cestou. Ve skutečnosti se nachází 90 metrů západně od chaty a 65 metrů jižně od zelené značky na Baníkov, poblíž Symbolického cintorínu obětí Západních Tater.

## Okolí
Okolí plesa je travnaté a porostlé křovinami.

## Vodní režim
Pleso nemá povrchový přítok ani odtok.

## Přístup
Pleso je veřejnosti přístupné
- po neznačené pěšině:
  - od Žiarske chaty